# Die Zauberfrau
Die Zauberfrau ist eine Filmkomödie der Regisseurin Ilse Hofmann aus dem Jahr 1999. Die Literaturverfilmung basiert auf dem gleichnamigen Roman der Schriftstellerin Hera Lind aus dem Jahr 1995. In der Hauptrolle verkörpert Iris Berben die Schauspielerin Charlotte.

## Handlung
Charlotte hat ihr langweiliges Dasein genauso satt, wie ihren Gatten Ernstbert, dessen Name nicht nur die pure Langeweile widerspiegelt, er lebt diese Langeweile auch, und zwar genussvoll. Charlotte beschließt, aus ihrem langweiligen Leben wieder etwas Interessantes zu machen und sucht einen neuen „Kick“, indem sie sich auf verschiedene Affären mit fremden Männern einlässt. Doch selbst das bringt ihr nicht den gewünschten Reiz, denn die begonnenen Liebesbeziehungen mit Hannes bzw. Justus bringen zwar für einen kleinen Moment eine gewisse Abwechslung in ihr Leben, die kleinen sexuellen Abenteuer mit den beiden sind zwar zwischendurch ganz nett für sie, jedoch wird ihr auch das wieder schnell langweilig, so dass sie immer weiter auf einer Suche ist, ihr Leben dauerhaft zu verändern.
Sie besinnt sich auf ihre Qualitäten als Schauspielerin und beginnt, auf kleinen, regionalen Bühnen ihre Kunst darzubieten. Ernstbert, der als Zuschauer manche der von ihr gezeigten Darbietungen verfolgt, staunt nicht schlecht über die ihm unbekannte Eigenschaft seiner Frau.

## Produktionsnotizen
Der Film hatte am 25. Mai 1999 in Deutschland seine Premiere im deutschen Fernsehen. Die Drehorte waren Leipzig und München.

## Kritiken
„Alice Schwarzer, bitte übernehmen Sie!“